# Speranza (Giotto)
La Speranza (Spes) è un affresco (120x60 cm) di Giotto, databile al 1306 circa e facente parte del ciclo della Cappella degli Scrovegni a Padova. 

## Storia
Le serie delle Virtù (parete destra) e dei Vizi (parete sinistra) decorano la fascia inferiore delle pareti, situate in corrispondenza delle fasce ornamentali a sinistra e in posizione sfasata rispetto alle scene figurate a destra, per via della presenza delle finestre. Precise rispondenze collegano le scene opposte nelle pareti e in generale simboleggiano, per chi entra nella cappella, il percorso nella vita reale verso le beatitudine, aiutati dalle Virtù contro i pericoli dei vizi.
La critica ottocentesca (ripresa poi da Gnudi) relegò un po' superficialmente queste raffigurazioni a monocromo tra i lavori eseguiti dalla bottega, mentre la critica successiva (da Marangoni in poi, 1942) ha riconosciuto un contributo più sostanziale del maestro, arrivando a stabilire una quasi sicura autografia per le migliori del ciclo. In ogni caso si tratta di lavori di notevole qualità, come dimostra la fine cura del dettaglio. Salvini ne lodò l'immediatezza  e la riflessione psicologica che anima le figure e la loro scelta. 
Ogni raffigurazione ha il nome in latino in alto e in basso conteneva una dicitura esplicativa (sempre in latino), oggi quasi sempre illeggibile.
La scelta di rappresentare figure a monocromo tra specchiature marmoree, come finti bassorilievi, ebbe una formidabile eco nell'arte, che si propagò ancora nel Rinascimento, dagli sportelli esterni dei polittici fiamminghi alle Stanze di Raffaello, dalla Camera della Badessa di Correggio alle finte statue della Galleria Farnese.

## Descrizione e stile
La Speranza è una figura femminile alata, raffigurata di profilo mentre spicca il volo e leva le mani verso un angelo che le porge una corona. Si tratta di una rappresentazione diversa dall'iconografia tradizionale, che poi ebbe buon seguito (ad esempio nelle porte del battistero di Firenze di Andrea Pisano). I critici si sono divisi sulla valutazione della figura: se lo slancio, la dolce fisionomia e il dolce movimento del panneggio appaiono probabilmente autografi, l'ala appare "goffa", come la definì il critico Matteo Marangoni (1942). 
Sull'altro lato è accoppiata con la Disperazione; alla leggerezza ascendente della Speranza è opposta la pesantezza della Disperazione impiccata.